# Fabronia trichophylla
Fabronia trichophylla är en bladmossart som beskrevs av C. Müller och Ugo Brizi 1893. Fabronia trichophylla ingår i släktet Fabronia och familjen Fabroniaceae. Inga underarter finns listade i Catalogue of Life.